# بايليول سر بيرثولت
بايليول سر بيرثولت (بالفرنسية: Bailleul-Sir-Berthoult)‏ هي بلدية تقع في إقليم باد كاليه من منطقة نور با دو كاليه في شمال فرنسا. تبلغ مساحة هذه المدينة 9.35 (كم²)، وترتفع عن سطح البحر 75 م، يبلغ عدد سكانها 1261 نسمة حسب إحصاء المعهد الوطني للإحصاء والدراسات الاقتصادية سنة 2009 م. وترأس Michel Dupuis البلدية خلال فترة (2008-2014).